# Уртакуль
Уртаку́ль (баш. Уртакүл) — село в Буздякском районе Республики Башкортостан Российской Федерации. Административный центр Уртакульского сельсовета.

## География

### Географическое положение
Расстояние до:
- районного центра (Буздяк): 8 км,
- ближайшей ж/д станции (Буздяк): 8 км.

## История
10 сентября 2007 года селу Уртакульского отделения Уртакульского совхоза присвоено наименование Уртакуль.

## Население
| 2002 | 2009 | 2010 |
| ---- | ---- | ---- |
| 476  | ↗485 | ↘437 |